# Ridge Racer Accelerated
Ridge Racer Accelerated es un videojuego de carreras desarrollado y publicado por Namco Networks para iOS y Android. Es parte de la serie de videojuegos Ridge Racer. El juego se lanzó en App Store, Google Play y Amazon AppStore y utiliza microtransacciones para desbloquear más cursos y una clase de automóvil adicional. Hay tres autos disponibles por clase, con seis autos más para desbloquear durante el progreso del juego. El juego también presenta una clase SP1 que consta de prototipos de automóviles. El juego presenta un modo Arcade, Duelo, Supervivencia y Contrarreloj. El juego usa el mismo motor, pistas de carrera y sistema de menús de Ridge Racer 2 (PSP).
Presenta un video de movimiento completo de apertura protagonizado por Reiko Nagase.

## Jugabilidad
El aspecto central de toda la serie Ridge Racer es carreras de derrape, que son carreras de vueltas tradicionales contra oponentes con el toque adicional de intencionalmente sobreviraje girar y deslizar el automóvil a través de curvas cerradas y giros, conocido como "deriva", lo que le otorga al jugador varias bonificaciones durante una carrera.
El control del automóvil se realiza mediante la inclinación para girar y los botones en pantalla para acelerar, desacelerar y nitroso.
También es notable el sistema "nitrous boost" de los juegos anteriores de la serie. El jugador tiene un "Indicador de nitroso" compuesto por tres tanques de nitroso, que al comienzo de una carrera están completamente vacíos o solo parcialmente llenos. A medida que el jugador se desliza por las esquinas (especialmente en ángulos de deslizamiento muy altos) durante la carrera, su indicador de nitro se llena. Cuando el jugador llena uno de los tres tanques nitrosos, se puede activar para lograr un aumento de velocidad temporal. Sin embargo, los tanques de nitroso no se pueden recargar mientras cualquier tanque está en uso, pero el aumento de velocidad residual cuando el impulso de nitroso expira se puede usar justo antes de entrar en las esquinas para recargar los tanques de nitroso del jugador a un ritmo más rápido de lo normal.
El juego presenta 8 campos únicos (16 cuando se juega al revés) con 3 más (6 cuando se juega al revés) que se pueden comprar en el juego, todos tomados de juegos anteriores de PlayStation. Incluyendo los cursos comprados (hacia adelante y hacia atrás), el número total de pistas llega a 22.
Los autos en el juego incluyen seis clases, cada una aumentando en velocidad y dificultad. Hay una séptima clase (Especial).
El juego presenta 48 autos (conocidos como máquinas), basados en 12 modelos básicos. Cada clase de autos tiene nueve autos, seis de los cuales deben desbloquearse. La Clase Especial tiene solo tres autos, uno de los cuales está disponible para conducir de inmediato. Incluyendo los autos comprados, el total de viajes llega a 57.

## Música
La música del juego es una colección de pistas tomadas de la versión para PSP de Ridge Racer. Los jugadores también pueden escuchar su propia biblioteca de música personal almacenada en su iPod/iPhone.

## Recepción
El juego recibió críticas "mixtas" según el sitio web de agregación de reseñas Metacritic.